# Giropay
Giropay was een online-betaalplatform van de Duitse banken, dat op het bestaande Duitse systeem van online-banking is gebaseerd, en speciaal voor gebruik in E-commerce-omgevingen werd ontworpen.
Op 26 juni 2024 hebben de Duitse banken besloten om de GiroPay-oplossing per 1 juli 2024 af te schaffen.
Giropay vertoont overeenkomst met het Nederlandse iDEAL.

## Structuur
Enkele Duitse banken hebben met Giropay in februari 2006 een verder technisch vervolg in het Duitse betalingsverkeer gespecificeerd. Kopers op internet wordt met Giropay een eenvoudig en betrouwbaar betaalsysteem aangeboden. Verkopers worden dankzij een directe betaalwijze door de bank uitgesloten van risicovolle transacties, omdat de betaling realtime doorgevoerd wordt.
Giropay GmbH werd door de Duitse Postbank en de Duitse bedrijven Star Finanz, Fiductia IT en GAD opgericht. Het bedrijf zelf levert geen 'technische' diensten aan haar afnemers, maar treedt op als licentieverlener aan Payment Service Providers (PSP). Deze PSP's bieden vervolgens Giropay aan als online betaalmogelijkheid aan webshop-eigenaren, meestal tegen betaling.
Iemand die via Giropay een aankoop op internet wil betalen, hoeft zich niet vooraf te registreren. Ook is er geen afzonderlijke software nodig. De gebruiker dient om via Giropay te kunnen betalen te beschikken over een bankrekening die geschikt is voor internetbankieren. Ook dient de bank waar de klant zijn of haar rekening aanhoudt, deel te nemen aan Giropay.
Aanbieders van online-webshops die hun klanten Giropay als betaalmiddel willen aanbieden, hebben, net als bij de acceptatie van creditcards, een overeenkomst nodig met een Payment Service Provider. De technische integratie van de Giropay-mogelijkheid wordt na goedkeuring van de overeenkomst verzorgd door deze Payment Service Provider.

## Werking
De betaling gebeurt direct in realtime van de rekening van de klant. Deze kiest bij de betaalmogelijkheden in de webshop uit betalen via Giropay, en kiest daarbij zijn of haar bankinstelling waar de betaalrekening wordt aangehouden, aan de hand van het Bankleitzahl, waarna de koper automatisch wordt verbonden met de inlogsite van zijn bankinstelling, waar de koper zijn rekeningnummer en pincode inlogt. Nadat de koper het online overboekingsformulier volledig heeft ingevuld zijn deze gegevens niet meer te wijzigen. Door het invoeren van een transactienummer (TAN) wordt de betaling geautoriseerd. Op de uitlogpagina worden de gegevens van de betaling nogmaals getoond aan de koper, en keert de koper terug naar de webshop.
Na een succesvolle Giropaybetaling verkrijgt de verkoper direct een betalingsgarantie van zijn bankinstelling tegen de waarde van het verkochte artikel/product. Hoewel de overboeking van het bedrag via de normale clearingwijze afgehandeld wordt, kan de verkoper er meteen zeker van zijn dat het totaalbedrag op zijn/haar rekening wordt bijgeschreven. Indien de klant onvoldoende saldo op de rekening heeft staan, wordt de betaling automatisch geweigerd.

## Veiligheid
Giropay maakt gebruik van de veiligheidsstandaarden van de deelnemende banken. Als enige legitimatiemiddel is gekozen voor de gebruikelijke PIN- en TAN-legitimatie. Het systeem kan echter ook werken middels iTAN, mTAN en alle andere geoptimaliseerde TAN-legitimatiemiddelen.
De controle van juistheid van de website van de deelnemende bankinstelling voor de invoer van de benodigde PIN en TAN gebeurt door de klant. Deze controle, die enkel mogelijk is via de controle van een digitaal certificaat, kon in het verleden geen werkzame beveiliging bieden tegen Phishing-aanvallen.
In tegenstelling tot de overige betaalsystemen is Giropay een betaalsysteem van de banken zelf. De koper voert zijn persoonlijke bankgegevens (PIN en TAN-code) uitsluitend in op de website van zijn of haar eigen bankinstelling.